# Isosilabismo
El isosilabismo (de isosilábico, y este del griego iso- y el gr. συλλαβικός "silábico") es un sistema de versificación basado en la regularidad. Dentro de la isometría, el isosilabismo tan solo refiere a la cantidad de sílabas métricas. Es la figura contraria al anisosilabismo y su equivalente en prosa sería el isocolon.

## Versificación regular
Un poema isosilábico es tan solo aquel cuyos versos están compuestos por la misma cantidad silábica, pero un poema de versificación regular no ha de presentar isosilabismo ya que también se considera versifiación regular a la combinación de versos largos con sus quebrados (octosílabo con tetrasilabo, endecasílabo con heptasílabo, alejandrino con heptasílabo...). Esto se debe a que, en estos casos, los versos quebrados funcionan como un hemistiquio del verso largo.

## Tradición literaria
Las principales estrofas poéticas castellanas y, en general, europeas son isosilábicas (romance, soneto, cuaderna vía...). Podemos afirmar que es el tipo de versificación más común entre los siglos XVI y XX, siendo así pues la más estudiada.

## Ejemplos de isosilabismo
—¡Abenámar, Abenámar,
moro de la morería,
el día que tú naciste
grandes señales había!
Estaba la mar en calma,
la luna estaba crecida,
moro que en tal signo nace
no debe decir mentira. 
— (Anónimo, Romance de Abenamar)
En tanto que de rosa y azucena
se muestra la color en vuestro gesto,
y que vuestro mirar ardiente, honesto,
enciende al corazón y lo refrena;
Y en tanto que el cabello, que en la vena
del oro se escogió, con vuelo presto,
por el hermoso cuello blanco, enhiesto,
el viento mueve, esparce y desordena;
Coged de vuestra alegre primavera
el dulce fruto, antes que el tiempo airado
cubra de nieve la hermosa cumbre.
Marchitará la rosa el viento helado,
todo lo mudará la edad ligera,
por no hacer mudanza en su costumbre. 
— (Garcilaso de la Vega, Soneto XXIII)